# Тенута Санта Коломба (Рим)
Тенута Санта Коломба је насеље у Италији у округу Рим, региону Лацио.
Према процени из 2011. у насељу је живело 61 становника. Насеље се налази на надморској висини од 102 м.